# Luigi Orione

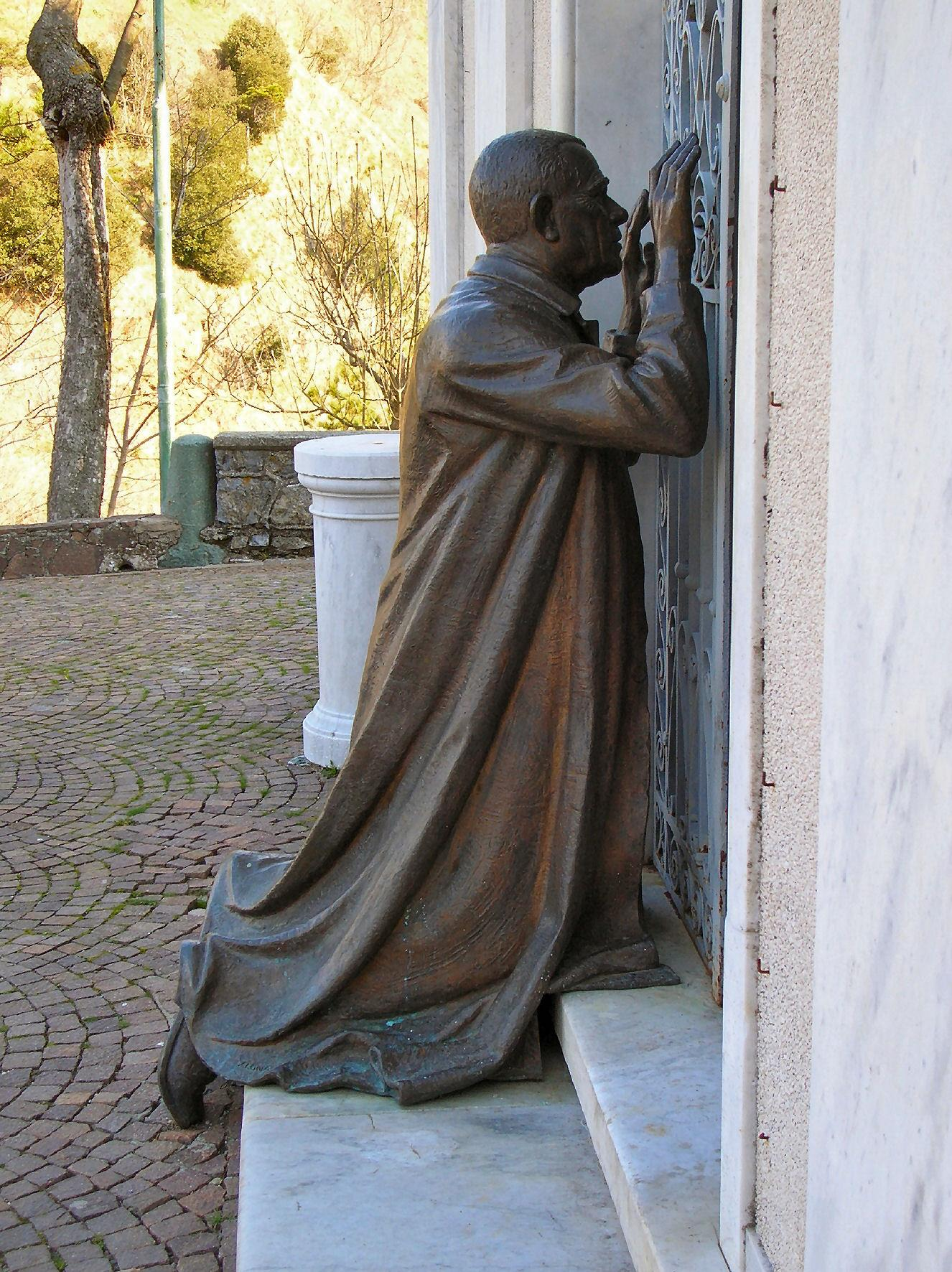
Statue von Don Orione

Don Luigi Orione (* 23. Juni 1872 in Pontecurone, Provinz Alessandria; † 12. März 1940 in Sanremo, Ligurien) war italienischer Priester, der heiliggesprochen wurde.

## Leben

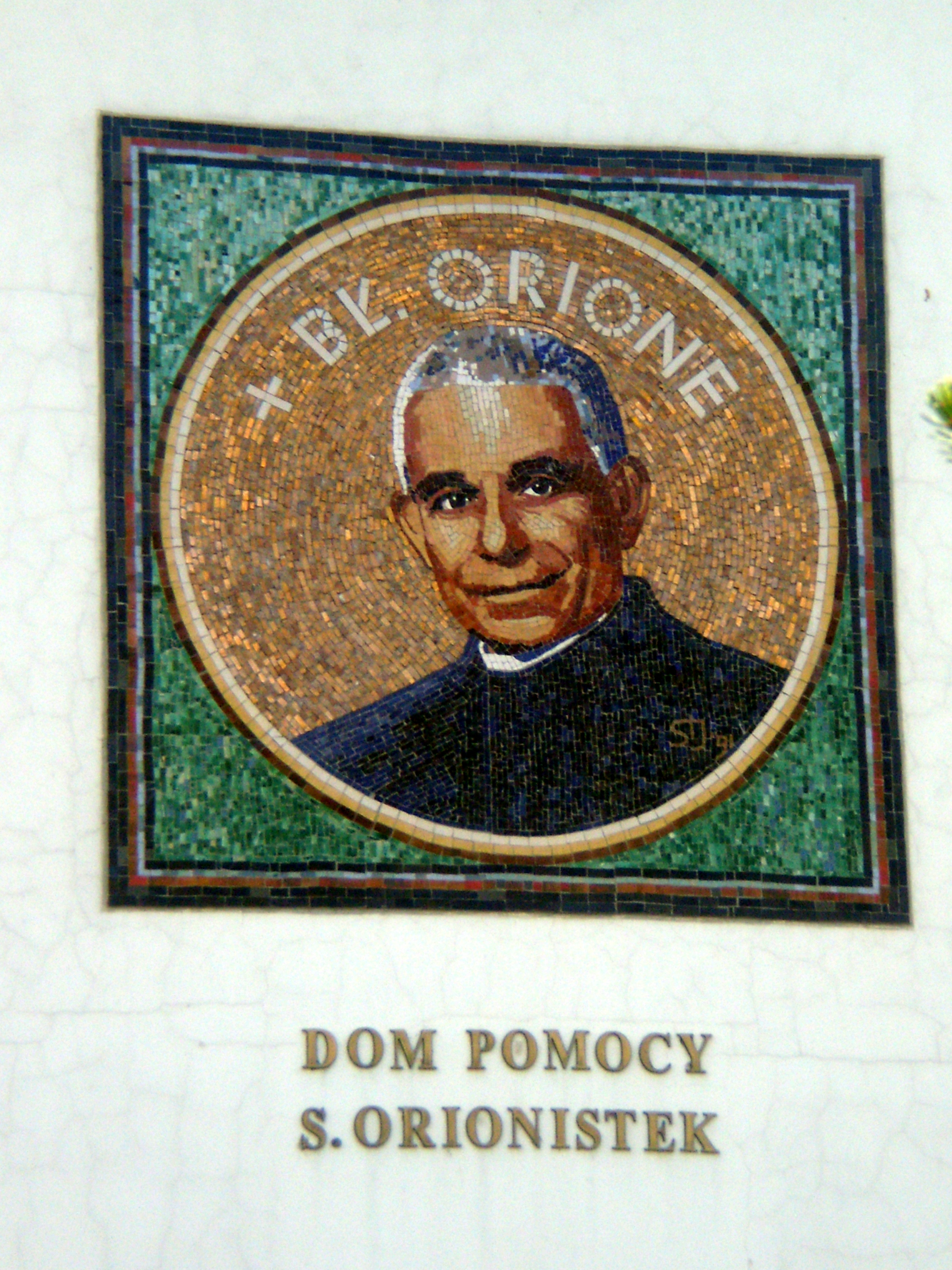
Bildnis des Heiligen aus Polen

Er trat am 14. September 1885 bei den Franziskanern von Voghera ein, wurde aber bereits 1886 aufgrund einer schweren Krankheit mit Todesrisiko weggeschickt. Am 4. Oktober wurde er Schüler im Oratorium von Valdocco in Turin, wo er drei Jahre blieb. Zwischen ihm und Don Bosco gab es eine enge Wertschätzung, die bis zu Don Boscos Tod 1888 andauerte. Unmittelbar nach dem Tod Don Boscos waren Oriones Krankheiten wundertätig geheilt.
Am 16. Oktober 1889 trat er gesund ins Seminar von Tortona (AL) ein, wo ihm auch die Aufgabe des Dommesners anvertraut wurde. Am 2. März 1892 begann er sein Jugendapostolat und am 3. Juli des gleichen Jahres eröffnet er das Oratorium San Luigi, ein Jahr darauf außerdem am 15. Oktober 1893 ein Kolleg für Arme in der Ruine San Bernardino di Tortona.
Am 13. April 1895 wurde er schließlich zum Priester geweiht. 1899 begann er damit, um sich eine Gruppe von Priestern und Klerikern zu sammeln, die mit ihm das „Werk der Göttlichen Vorsehung“ gründeten, das 1903 vom Diözesanbischof approbiert wurde. Aus diesem „Werk“ entwickelte sich die Ordensgemeinschaft „Söhne der göttlichen Vorsehung“. 
1908 ging er nach Messina und Reggio Calabria, wo ein Erdbeben alles zerstört hatte. Für drei Jahre widmete er sich dort vor allem den Waisenkindern. In Reggio di Calabria trug er zum Entstehen des Santuario di Sant’Antonio bei. In gleicher Weise engagierte er sich nach dem Erdbeben in Marsica 1915.
1915 gründete er innerhalb des Werkes der Göttlichen Vorsehung die weibliche Kongregation Kleine Missionsschwester von der Liebe (italienisch Congregazione delle Piccole Suore Missionarie della Carità), aus der des Weiteren zwei kontemplative Zweige entstanden.
Am Ende des Ersten Weltkriegs begann das orionische Werk zu expandieren, zahlreiche Kollegien, landwirtschaftliche Kolonien und karitative Werke und Hilfseinrichtungen in Italien (Mailand, Genua, Rom) und in aller Welt (Buenos Aires in Argentinien, São Paulo in Brasilien, Santiago in Chile) wurden gegründet.
Er sandte Missionare nach Brasilien (1913), Argentinien und Uruguay (1921), Palästina (1921), Polen (1923), Rhodos (1925), in die Vereinigten Staaten (1934), Großbritannien (1935), Albanien (1936). 
Orione selbst machte Missionsreisen 1921/1922 und 1934 bis 1937 nach Lateinamerika (Argentinien, Brasilien, Uruguay).

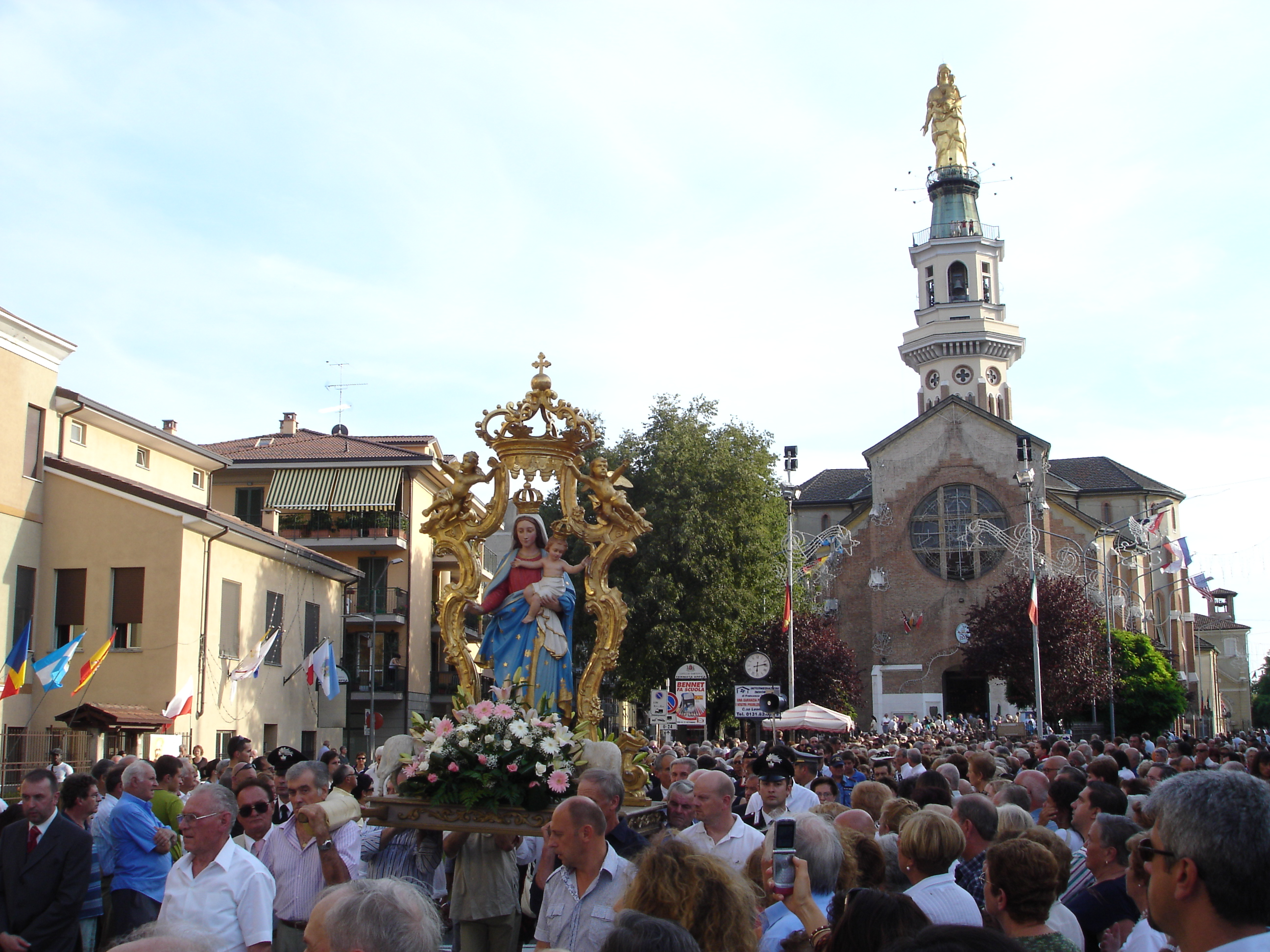
Santuario di Nostra Signora della Guardia in Tortona

Er gründete außerdem 1931 das Santuario di Nostra Signora della Guardia in Tortona (Provinz Alessandria) und 1938 das Santuario der Madonna di Caravaggio in Fumo di Corvino San Quirico (Provinz Pavia).
Im Winter 1940 begannen Oriones Herzleiden und Lungenkrankheiten. Er ging nach Sanremo um sich zu erholen, allerdings vergeblich.

## Verehrung und Heiligsprechung
Sein Leichnam wurde 1965 exhumiert und befindet sich in Tortona, einem von ihm begründeten Heiligtum.
Orione wurde am 26. Oktober 1980 selig- und am 16. Mai 2004 durch Papst Johannes Paul II. heiliggesprochen.